# 立花かおり
立花 かおり（たちばな かおり、1980年12月30日 - ）は、日本の元グラビアアイドル。東京都出身。オフィス稲石に所属していた。

## 来歴
- 1996年デビュー。
- 1997年、ソロ写真集「かおり16歳」をリリース[1][出典無効]。

## 人物
- 趣味はアクセサリー作り、ショッピング。
- 特技は寝ること、夢を見ること。
- ソロ写真集発売時には、都立高校1年生であることを前面に出したプロモーションが行われた[1][出典無効]。
- なお、第7回ヤングジャンプ全国女子高生制服コレクションにノミネートされた立花かおり、ザ・テンメイ1994年9月号にヘアヌードが掲載された立花かおりはどちらも別人。

## 作品

### 写真集
- かおり16歳[1][出典無効]（コスミックインターナショナル、1997年3月24日）

## 出演

### TV
- スーパージョッキー（1997年4月6日、6月8日　日本テレビ）　両回とも熱湯コマーシャル

### 雑誌
- 週刊ヤングジャンプ 1997年5月15日号
- 週刊ヤングマガジン 1997年1月20日号
- フライデー 1996年12月13日号
- スコラ 1997年4月10日号
- ドリブ 1997年8月号
- ACTRESS 1997年1月号
- BOMB 1997年2月号
- クリーム 1996年12月号、1997年4月号、1997年12月号
- ワッフル 1998年4月号
- すっぴん 1997年3月号
- セーラーメイトDX 1997年10月号
- 放課後クラブ 1997年2月号、1997年5月号、1998年8月号
- ザ・ヒットMAGAZINE 1997年3月号
- トップテンメイト 1997年5月号
- ジューシイ・プレス Vol.2 1997年12月
- ギャルズ・ディー 1996年12月号、1998年7月号、1998年10月号
- すびじん 1998年5月号
- 放課後デート Vol.9 1998年9月
- コミックボーイ 1998年8月号